# Piotr Bobras

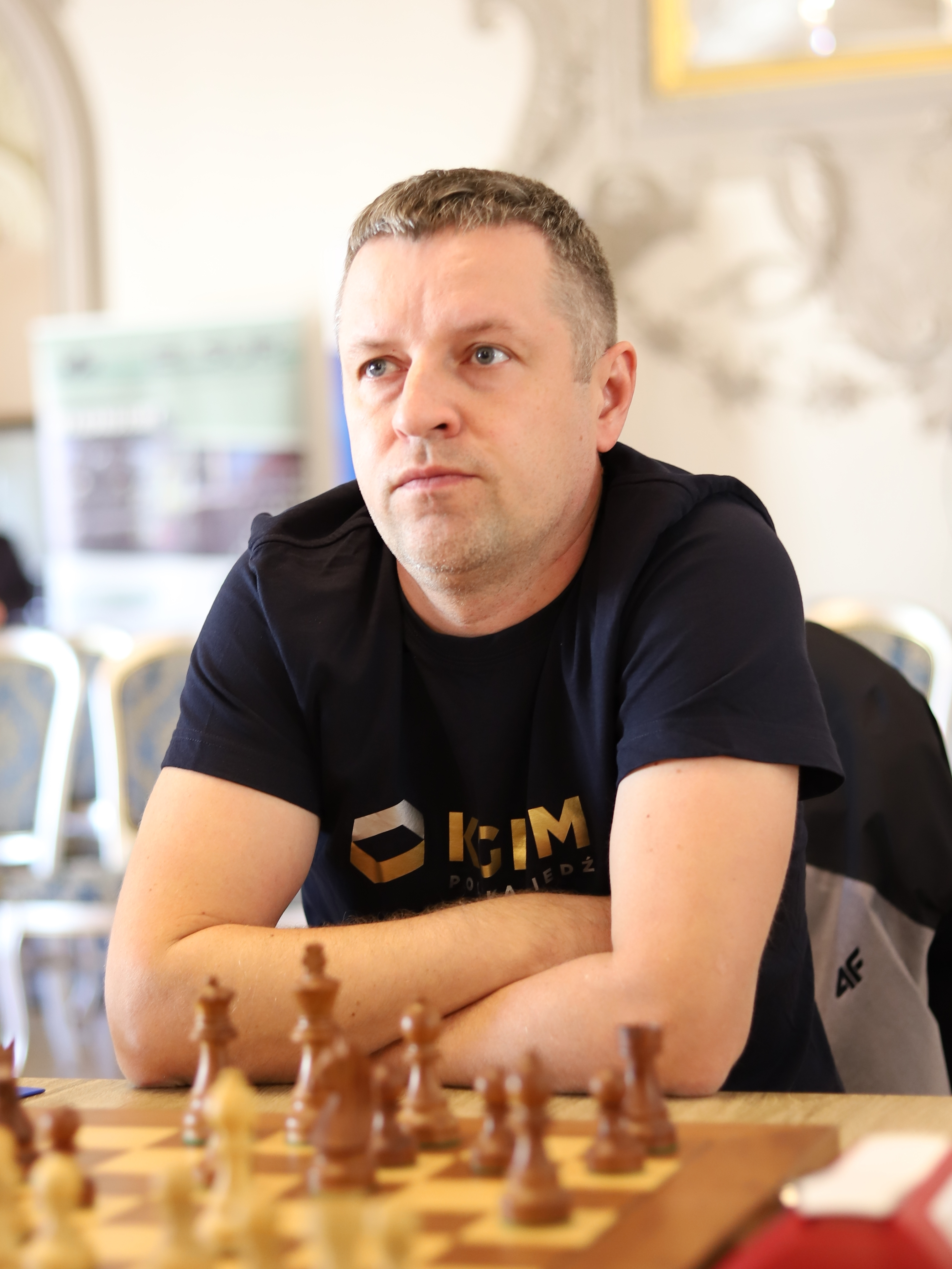
Piotr Bobras, 2021

Piotr Bobras (Białystok, 9 september 1977) is een Poolse schaker. Hij is sinds 2005 een FIDE grootmeester (GM).

## Schaakcarrière
Zijn schaaktrainers waren  Tadeusz Bieluczyk (geboren in 1936) en correspondentieschaak-Senior Internationaal Meester (SIM) Bogdan Bieluczyk (1933–2008).
- In 1994 en 1995 won Piotr Bobras bronzen medailles in het Poolse schaakkampioenschap voor junioren tot 18 jaar.
- In 1996 speelde hij voor het eerst in de finale van het Poolse Schaakkampioenschap, waar hij 14e werd.
- In 2002 werd hij Internationaal Meester (IM).
- In 2004 werd Piotr Bobras met 7.5 pt. uit 9 gedeeld eerste in het Open toernooi in Bad Wiessee.
- Van 21 april t/m 4 mei 2005 werd in Poznań het Poolse kampioenschap gespeeld dat door Radosław Wojtaszek met 9.5 uit 13 gewonnen werd; Bobras eindigde met 7.5 punten als vierde. Ook in 2006 werd hij vierde.

Sinds augustus 2005 heeft hij de titel 'grootmeester'. De normen hiervoor behaalde hij in 2004 bij het Open toernooi in Bad Wiessee, in 2005 in Cappelle-la-Grande en bij het sowie bei der EK schaken in Warschau.

## Resultaten in schaakteams
Piotr Bobras nam met succes deel aan diverse Poolse kampioenschappen voor schaakteams; zijn team behaalde de gouden medaille in 2008, 2010 en 2013.
Piotr Bobras speelde voor Polen in het EK voor landenteams:
- In 2005 aan bord 4 in het 15e EK landenteams in Göteborg (+2 =3 -1).

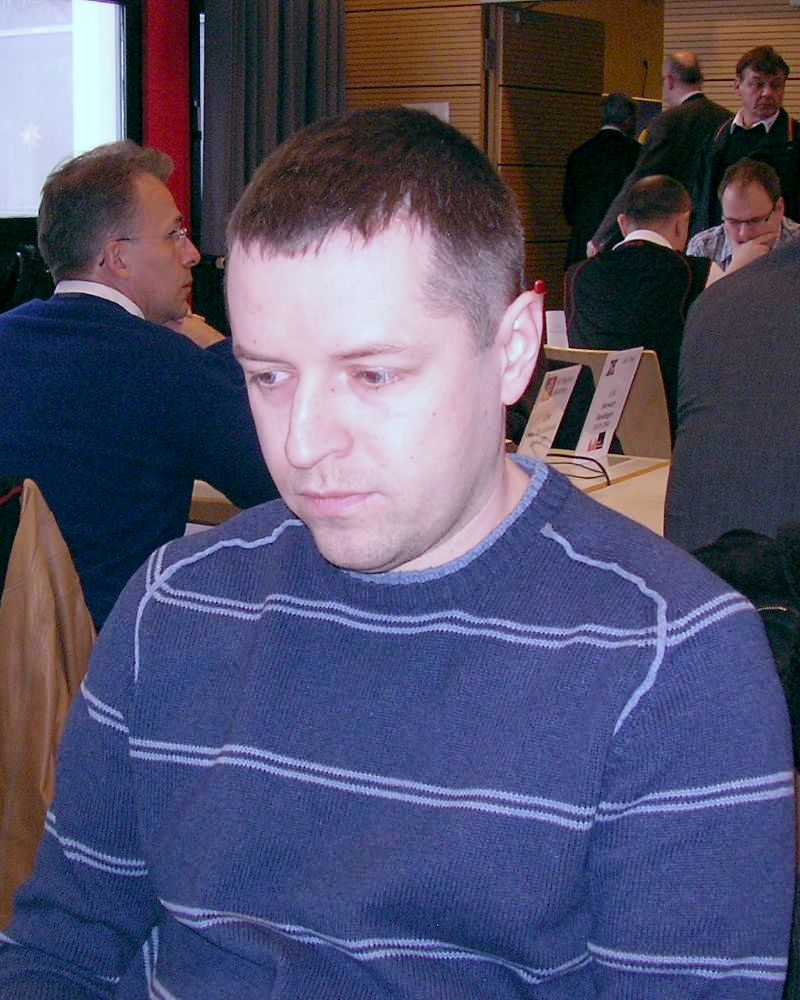
Piotr Bobras in de Bundesliga 2010/11

## Schaakverenigingen
In Polen speelde hij in 1991 voor MKSB Jagiellonia Białystok, in de tweede helft van de jaren 90 voor Pribo Hańcza Suwałki, aan het begin van de jaren 2000 voor Devo Maraton Łomża, halverwege de jaren 2000 voor JKSz-MCKiS Jaworzno, van 2008 tot 2013 voor WASKO HetMaN Szopienice Katowice, waarmee hij in 2008, 2010 en 2013 kampioen van Polen werd, van 2014 tot 2016 voor GK Baszta MOS Żnin, in 2017 voor WKSz Kopernik Wrocław en sinds 2018 voor KSz MIEDŹ Legnica.
Sinds seizoen 2005/06 speelt hij in Duitsland voor SG Trier en in Hongarije voor Aquaprofit Nagykanizsai Tungsram Sakk-Klub. Met Aquaprofit werd hij in seizoen 2008/09, seizoen 2009/10 en seizoen 2010/11 kampioen van Hongarije. Ook speelde hij tot 2005 in de Belgische competitie (klasse 1), voor Boey Temse. In de Tsjechische competitie speelde hij in seizoen 2005/06 voor Agentura 64 Grygov, van 2007 tot 2011 voor ŠK Pardubice en sinds 2013 voor ŠK Slavoj Ostrava-Poruba.  Ook speelde hij in de competitie van de Canarische Eilanden.  

## Overig
Piotr Bobras behaalde aan de technische universiteit van Białystok een graad in de informatica.  